# Filippine ai Giochi olimpici
Le Filippine hanno partecipato per la prima volta ai Giochi olimpici nel 1924 e da allora hanno preso parte a tutte le edizioni dei Giochi estivi ad eccezione di Mosca 1980, quando hanno scelto di aderire al boicottaggio da parte degli Stati Uniti per l'invasione sovietica dell'Afghanistan.
La Nazione ha gareggiato per la prima volta ai Giochi olimpici invernali a Sapporo 1972, con l'invio di due sciatori alpini.
Gli atleti filippini hanno vinto 14 medaglie ai Giochi olimpici estivi, principalmente nel pugilato, ma la prima medaglia d'oro è stata conquistata a Tokyo 2020 nel sollevamento pesi; non ne hanno mai vinta alcuna ai Giochi olimpici invernali.
Il Comitato Olimpico Filippino, creato nel 1911, venne riconosciuto dal CIO nel 1929.

## Medaglieri

### Medaglie ai Giochi olimpici estivi
| Giochi                 | Oro              | Argento          | Bronzo           | Totale           |
| ---------------------- | ---------------- | ---------------- | ---------------- | ---------------- |
| Parigi 1924            | 0                | 0                | 0                | 0                |
| Amsterdam 1928         | 0                | 0                | 1                | 1                |
| Los Angeles 1932       | 0                | 0                | 3                | 3                |
| Berlino 1936           | 0                | 0                | 1                | 1                |
| Londra 1948            | 0                | 0                | 0                | 0                |
| Helsinki 1952          | 0                | 0                | 0                | 0                |
| Melbourne 1956         | 0                | 0                | 0                | 0                |
| Roma 1960              | 0                | 0                | 0                | 0                |
| Tokyo 1964             | 0                | 1                | 0                | 1                |
| Città del Messico 1968 | 0                | 0                | 0                | 0                |
| Monaco 1972            | 0                | 0                | 0                | 0                |
| Montreal 1976          | 0                | 0                | 0                | 0                |
| Mosca 1980             | non partecipante | non partecipante | non partecipante | non partecipante |
| Los Angeles 1984       | 0                | 0                | 0                | 0                |
| Seul 1988              | 0                | 0                | 1                | 1                |
| Barcellona 1992        | 0                | 0                | 1                | 1                |
| Atlanta 1996           | 0                | 1                | 0                | 1                |
| Sydney 2000            | 0                | 0                | 0                | 0                |
| Atene 2004             | 0                | 0                | 0                | 0                |
| Pechino 2008           | 0                | 0                | 0                | 0                |
| Londra 2012            | 0                | 0                | 0                | 0                |
| Rio de Janeiro 2016    | 0                | 1                | 0                | 1                |
| Tokyo 2020             | 1                | 2                | 1                | 4                |
| Parigi 2024            | 2                | 0                | 2                | 4                |
| Totale                 | 3                | 5                | 10               | 18               |

### Medaglie ai Giochi olimpici invernali
| Giochi              | Oro              | Argento          | Bronzo           | Totale           |
| ------------------- | ---------------- | ---------------- | ---------------- | ---------------- |
| Sapporo 1972        | 0                | 0                | 0                | 0                |
| Innsbruck 1976      | non partecipante | non partecipante | non partecipante | non partecipante |
| Lake Placid 1980    | non partecipante | non partecipante | non partecipante | non partecipante |
| Sarajevo 1984       | non partecipante | non partecipante | non partecipante | non partecipante |
| Calgary 1988        | 0                | 0                | 0                | 0                |
| Albertville 1992    | 0                | 0                | 0                | 0                |
| Lillehammer 1994    | non partecipante | non partecipante | non partecipante | non partecipante |
| Nagano 1998         | non partecipante | non partecipante | non partecipante | non partecipante |
| Salt Lake City 2002 | non partecipante | non partecipante | non partecipante | non partecipante |
| Torino 2006         | non partecipante | non partecipante | non partecipante | non partecipante |
| Vancouver 2010      | non partecipante | non partecipante | non partecipante | non partecipante |
| Sochi 2014          | 0                | 0                | 0                | 0                |
| PyeongChang 2018    | 0                | 0                | 0                | 0                |
| Pechino 2022        | 0                | 0                | 0                | 0                |
| Totale              | 0                | 0                | 0                | 0                |

### Medagliati
| Medaglia | Atleta             | Edizione            | Sport             | Evento             |
| -------- | ------------------ | ------------------- | ----------------- | ------------------ |
| Bronzo   | Teófilo Yldefonso  | Amsterdam 1928      | Nuoto             | 200 metri rana     |
| Bronzo   | Simeon Toribio     | Los Angeles 1932    | Atletica leggera  | Salto in alto      |
| Bronzo   | José Villanueva    | Los Angeles 1932    | Pugilato          | Pesi gallo         |
| Bronzo   | Teófilo Yldefonso  | Los Angeles 1932    | Nuoto             | 200 metri rana     |
| Bronzo   | Miguel White       | Berlino 1936        | Atletica leggera  | 400 metri ostacoli |
| Argento  | Anthony Villanueva | Tokyo 1964          | Pugilato          | Pesi piuma         |
| Bronzo   | Leopoldo Serantes  | Seul 1988           | Pugilato          | Pesi mosca leggeri |
| Bronzo   | Roel Velasco       | Barcellona 1992     | Pugilato          | Pesi mosca leggeri |
| Argento  | Mansueto Velasco   | Atlanta 1996        | Pugilato          | Pesi mosca leggeri |
| Argento  | Hidilyn Diaz       | Rio de Janeiro 2016 | Sollevamento pesi | 53 kg              |
| Oro      | Hidilyn Diaz       | Tokyo 2020          | Sollevamento pesi | 55 kg              |
| Argento  | Nesthy Petecio     | Tokyo 2020          | Pugilato          | Pesi piuma         |
| Argento  | Carlo Paalam       | Tokyo 2020          | Pugilato          | Pesi mosca         |
| Bronzo   | Eumir Marcial      | Tokyo 2020          | Pugilato          | Pesi medi          |